# 三江镇 (溆浦县)
两江乡，是中华人民共和国湖南省怀化市溆浦县下辖的一个乡镇级行政单位。

## 行政区划
两江乡下辖以下地区：
三口村、粟溪村、何家村、羊角村、古台村、将溪村、梓木村、蛟溪村、双江村、木壕村、陶金村、朱溪村、梨园村、栗坪村、十九溪村、十字村、大兴村、石牛村、梅通村和竹园村。